# Tappi Tíkarrass
Tappi Tíkarrass var ett isländskt pop- och punkrockband verksamma i början av 1980-talet, mest kända för att vara sångerskan Björk Guðmundsdóttirs första seriösa musikprojekt. Förutom pop och punk blandade bandet även in spår av funk och disco i deras musik. Gruppen höll endast på i två år, men hann ändå ge ut ett fullängds-studioalbum och en EP-skiva.
Tappi Tíkarrass enda studioalbum, Miranda, gavs ut i december 1983 på skivbolaget Gramm och producerades av medlemmarna själva tillsammans med Tony Cook.

## Diskografi
Album
- 1983 – Miranda (Utgivet på skivbolaget Gramm)

EP
- 1982 – Bítið Fast í Vítið (Utgivet på skivbolaget Spor)